# Kacy Catanzaro
Kacy Esther Catanzaro (ur. 14 stycznia 1990) – amerykańska wrestlerka, gimnastyczka i osobowość telewizyjna związana z lekkoatletyką. Najbardziej znana jest z występów w WWE, gdzie występowała pod pseudonimem Katana Chance. Jest jednokrotną mistrzynią NXT Women’s Tag Team wraz z Kayden Carter. Przed WWE brała udział w telewizyjnym programie sportowym American Ninja Warrior i została pierwszą kobietą, która ukończyła kurs City Qualifiers i pierwszą kobietą, która ukończyła kurs City Finals.

## Kariera w American Ninja Warrior
Od lutego 2013 roku pracowała dla Alpha Warrior, siłowni z torem przeszkód w San Antonio w Teksasie. 
Catanzaro spędziła dwa lata trenując dla American Ninja Warrior wraz ze swoim ówczesnym chłopakiem i współzawodnikiem Brentem Steffensenem. Nie ukończyła kursu kwalifikacyjnego w Venice w Kalifornii, ale została zaproszona dziką kartą na finały 2013, gdzie wcześnie spadła na Giant cycle/ring.
W 2014 roku Catanzaro została pierwszą kobietą, która ukończyła kurs kwalifikacyjny American Ninja Warrior (sezon 6), pokonując wypaczoną ścianę w swojej drugiej próbie z czasem 5:26,18 w kwalifikacjach w Dallas, zajmując 21 miejsce na 30; to również czyni ją pierwszą kobietą, która pokonała wypaczoną ścianę w zawodach. Później w 2014 roku Catanzaro brał udział w finale American Ninja Warrior w Dallas. Była pierwszą kobietą, która kiedykolwiek ukończyła miejski tor finałowy (i drugą kobietą, która spróbowała tego po Jessie Graff w sezonie 5), kwalifikując się do finałów krajowych w Las Vegas z czasem 8 minut i 59 sekund. 
O przebiegu finałów miejskich w 2014 roku, komentator gospodarz Akbar Gbaja-Biamila zauważył: „Widziałem wielkość podczas mojej kariery w NFL... I byłem pod wrażeniem ludzi, ale naprawdę jestem pod wrażeniem Kacy”. Bieg był szczególnie godny uwagi, ponieważ ze względu na jej niski wzrost wiele przeszkód wyglądało na trudne do pokonania, aw jednym przypadku musiała przeskakiwać między deskami, podczas gdy inni zawodnicy mogli je pokonywać. Jej osiągnięcie obejrzano ponad 100 milionów razy; kibice na Twitterze ukuli hashtag #MightyKacy.

## Kariera wrestlerska

### WWE (2017–obecnie)

#### Wczesne lata (2017–2020)
4 stycznia 2017, Catanzaro przeszedła próbę z WWE w ich WWE Performance Center. 28 sierpnia podczas Mae Young Classic ogłoszono, że Catanzaro podpisała kontrakt z WWE. 18 stycznia 2018 roku WWE oficjalnie ogłosiło, że Catanzaro zgłosiła się do WWE Performance Center. Zadebiutowała w ringu podczas NXT live event 19 kwietnia w Sanford na Florydzie, przegrywając z Reiną González.
Catanzaro nadal pojawiała się w 2018 roku, zarówno w house showach, jak iw telewizji NXT; walczyła jako face i czerpała inspirację ze sloganu Alexy Bliss z WWE „Five Feet of Fury”, nawiązując do niewielkich rozmiarów Catanzaro. W drugim odcinku Mae Young Classic, który został wyemitowany 12 września, Catanzaro zadebiutowała w telewizji, wygrywając z Reiną González w walce pierwszej rundy. W odcinku 5 przegrała w drugiej rundzie z Rheą Ripley. 27 stycznia 2019 roku Catanzaro zadebiutowała w głównym rosterze, wchodząc do Royal Rumble matchu pod numerem 19 i przetrwając 10:45, zanim została wyeliminowana przez Ripley. Zadebiutowała później w NXT, 13 marca.
We wrześniu 2019 roku ogłoszono, że Catanzaro zrezygnowała z WWE i wycofała się z wrestlingu z powodu trwającej kontuzji pleców, której doznała. Wróciła 15 stycznia 2020 roku na odcinku NXT, jako niespodziewana uczestniczka w kobiecym Battle Royalu. Catanzaro ujawniła w wywiadzie, że wzięła trochę wolnego, ponieważ miała wątpliwości co do kontynuowania działalności w profesjonalnym wrestlingu.

#### Współpraca z Kayden Carter (2020–2025)
Catanzaro i Kayden Carter po raz pierwszy połączyły siły w telewizji na żywo podczas odcinka NXT z 24 czerwca 2020, przegrywając z Dakotą Kai i Raquel González. Przedtem zwykle współpracowały ze sobą podczas nieemitowanych pokazów house show. Swoje pierwsze wspólne zwycięstwo odniosły nad Indi Hartwell i Jessi Kameą podczas wydarzenia ThunderDome Beta, zorganizowanego w celu przeprowadzenia testów grafik głównych gwiazd WWE, które mieli szansę wykorzystać występujący zawodnicy NXT podczas swoich wejść, a swoje pierwsze zwycięstwo jako tag team w telewizji odniosły 16 września 2020 na odcinku NXT, pokonując Indi Hartwell i Xię Li. Na początku 2021 wzięły udział w inauguracyjnym turnieju Dusty Rhodes Tag Team Classic dla kobiet, zwyciężając Mercedes Martinez i Toni Storm w rundzie pierwszej. Zostały jednak wyeliminowane z konkurencji w rundzie półfinałowej przez ostateczne zwyciężczynie, Dakotę Kai i Raquel González. Rok później podjęły się zmagań w kolejnej edycji turnieju, awansując do półfinałów poprzez zwycięstwo nad Ivy Nile i Tatum Paxley. Przegrały jednak z Io Shirai i Kay Lee Ray w półfinałach. 19 kwietnia pseudonim Catanzaro został zmieniony na Katana Chance. Na NXT In Your House podjęły nieudanej próby zdobycia NXT Women’s Tag Team Championship z rąk Gigi Dolin i Jacy Jayne, reprezentantek grupy Toxic Attraction.
2 sierpnia 2022 podczas NXT uczestniczyły w walce eliminacyjnej z udziałem czterech drużyn, mającej na celu wyłonić nowe posiadaczki NXT Women’s Tag Team Championship. Walkę wygrały, zdobywając swój pierwszy tytuł mistrzowski w WWE. Na Worlds Collide obroniły wyróżnienie przeciwko Nikki A.S.H. i Doudrop. Utrzymały tytuł w kolejnych dwóch starciach z Nikkitą Lyons i Zoey Stark. Po 186 dniach panowania straciły mistrzostwo na rzecz Fallon Henley i Kiany James po przegranej na NXT Vengeance Day. Ich panowanie jest najdłuższym w chronologii mistrzostwa oraz jest uznawane za najdłuższe panowanie w historii mistrzostw tag team kobiet WWE od czasów lat 80. XX wieku. 
Niedługo po utracie mistrzostw, Chance i Carter zostały powołane do brandu Raw w ramach Draftu. W swojej debiutanckiej walce na Raw, Chance i Carter zmierzyły się z posiadaczkami WWE Women’s Tag Team Championship Rondą Rousey i Shayną Baszler, przegrywając. Dwa tygodnie później pokonały Chelsea Green i Sonyę Deville, co było ich pierwszym zwycięstwem po przeniesieniu do głównego rosteru.

## Mistrzostwa i osiągnięcia
- WWE
  - NXT Women’s Tag Team Championship (1 raz)[36]